# 이시야마역
이시야마역(일본어: 石山駅, いしやまえき 이시야마에키[*])은 일본 시가현 오쓰시에 위치한 서일본 여객철도의 역이다.

## 역 구조
2면 4선의 쌍섬식 승강장으로 외측 대피선을 가진 지상역이다. 역사는 고가 형태로 지어져 있다. 어번 네트워크의 일부로, 이코카, J스루 카드, 피타파, 스이카, 토이카 등의 IC 카드의 사용이 가능하다.
| 1 | ■ 비와코 선 (하행 외측선) | 교토・오사카 방면 (모든 특급 열차 및 일부 열차 정차)     |
| 2 | ■비와코 선 (하행 내측선)  | 교토・오사카 방면                                        |
| 3 | ■비와코 선 (상행 내측선)  | 구사쓰・마이바라                                         |
| 4 | ■비와코 선 (상행 외측선)  | 구사쓰・마이바라 방면 (모든 특급 열차 및 일부 열차 정차) |

## 승차량 변동
| 회사      | 승차 인원 | 승차 인원 | 승차 인원 | 승차 인원 | 승차 인원 | 승차 인원 | 승차 인원 | 승차 인원 | 주 석 |
| 회사      | 1993년    | 1994년    | 1995년    | 1996년    | 1997년    | 1998년    | 1999년    | 2000년    | 주 석 |
| --------- | --------- | --------- | --------- | --------- | --------- | --------- | --------- | --------- | ----- |
| JR 서일본 | 23992     | 24192     | 24851     | 25081     | 24758     | 24322     | 23764     | 23623     | [ 1 ] |
| 회사      | 2001년    | 2002년    | 2003년    | 2004년    | 2005년    | 2006년    | 2007년    | 2008년    |       |
| JR 서일본 | 23438     | 23043     | 23039     | 22949     | 23320     | 23677     | 24098     | 24412     | [ 1 ] |

## 역사
- 1903년 4월 1일: 관설 철도 도카이도 선의 구사쓰 ~ 바바 역 간에 신설 개업하였다.
- 1908년 3월 15일: 화물 영업 개시
- 1987년 4월 1일: 소속이 서일본 여객철도로 변경되었다.
- 2003년 11월 1일: 이코카 사용이 개시되었다.
- 2005년 2월 5일: 대합실, 엘리베이터, 승강기 사용 개시
- 2005년 4월 1일: 게이한이시야마 역이 접속하는 위치에 이전
- 2007년 3월 18일: 3월 18일: 화물열차 운행 폐지

## 인접정차역
| 서일본 여객철도 도카이도 본선 | 서일본 여객철도 도카이도 본선 | 서일본 여객철도 도카이도 본선 |
| ----------------------------- | ----------------------------- | ----------------------------- |
| 구사쓰 마이바라 방면          | ■ 비와코 선 신쾌속            | 오쓰 히메지 방면              |
| 세타 마이바라 방면            | ■ 비와코 선 보통              | 제제 히메지 방면              |